# Palicourea vagans
Palicourea vagans är en måreväxtart som beskrevs av Herbert Fuller Wernham. Palicourea vagans ingår i släktet Palicourea och familjen måreväxter.
Artens utbredningsområde är Colombia. Inga underarter finns listade i Catalogue of Life.